# Aleksandr Spir
Aleksandr Aleksandrowicz Spir (ros. Александр Александрович Спир [Шпир], ur. 1770, zm. 1862) – rosyjski lekarz, ojciec filozofa Afrikana Spira. Studiował medycynę na Uniwersytecie Moskiewskim,  kierował szpitalem wojskowym w Odessie i był inspektorem medycznym w Chersoniu. Autor książek medycznych, tłumaczył prace medyczne z języka niemieckiego.